# Ínuo
Na antiga religião romana, Ínuo (pronúncia em latim: [ˈɪnuʊs], Inuus) foi um deus, ou aspecto de um deus, que personificava a relação sexual. A evidência dele como uma entidade distinta é escassa. Mauro Sérvio Honorato escreveu que Ínuo é um epíteto de Fauno (grego Pã), nomeado por seu hábito de relações sexuais com animais, baseado na etimologia de ineundum, "uma entrada, penetração", de inire, "entrar" no sentido sexual. Outros nomes para o deus eram Fátuo e Fátuclo (com a curto).
Walter Friedrich Otto contestou a etimologia tradicional e derivou Inuus de in-avos, "amigável, benéfico" (cf. aveo, "estar ansioso por, desejar"), para o poder frutificador do deus.

## Lupercália
Lívio é a única fonte para identificar Ínuo como a forma de Fauno para quem a Lupercália foi celebrada: "jovens nus corriam por aí venerando Pã Liceu, a quem os romanos então chamavam de Ínuo, com travessuras e comportamento obsceno." Embora Ovídio não nomeia Ínuo em seu tratamento da Lupercália, ele pode aludir à sua ação sexual ao explicar o contexto mitológico do festival. Quando Rômulo reclama que a baixa taxa de fertilidade tornou inútil o sequestro das mulheres sabinas, Juno, disfarçada de deusa do nascimento Lucina, oferece uma instrução: "Deixe o bode sagrado ir para as matronas italianas" (Italidas matres … sacer hirtus inito, com e verbo inito uma forma de inire). As futuras mães recuam diante desse conselho, mas um áugure, "recentemente chegado de solo etrusco", oferece uma evasão ritual: uma cabra era morta e sua pele cortada em tiras para flagelar as mulheres que desejavam engravidar; assim a etiologia da prática na Lupercália. Rutílio Namaciano oferece um jogo verbal semelhante Faunus init ("Fauno entra"), ao apontar uma estátua representando o deus em Castrum Inui ("Fort Inuus"). Georg Wissowa rejeitou tanto a etimologia quanto a identificação de Ínuo com Fauno.
A escassa evidência de Ínuo não tem sido um obstáculo para a elaboração de conjecturas acadêmicas, como observou William Warde Fowler no início do século XX em seu trabalho clássico sobre festivais romanos. "É bastante claro", observou Fowler, "que o romano da era literária não sabia quem era o deus (da Lupercália)."

## Castrum Inui
A nota de Sérvio sobre Ínuo é motivada pela menção de Castrum Inui na Eneida 6.775:
Esta é a mesma cidade (civitas) na Itália chamada Forte Novo (Castrum Novum). Virgílio diz 'Fort Inuus' para o local, ou seja, 'Forte Pã', que tem um culto ali. Ele é chamado de Inuus, porém, em latim, Πάν (Pã) em grego; também Ἐφιάλτης (Ephialtes), em latim Incubus; da mesma forma Fauno, e Fátuo, Fátuclo. Ele é chamado de Ínuo, porém, por andar por aí fazendo sexo em todos os lugares com todos os animais, por isso também é chamado de Íncubo.

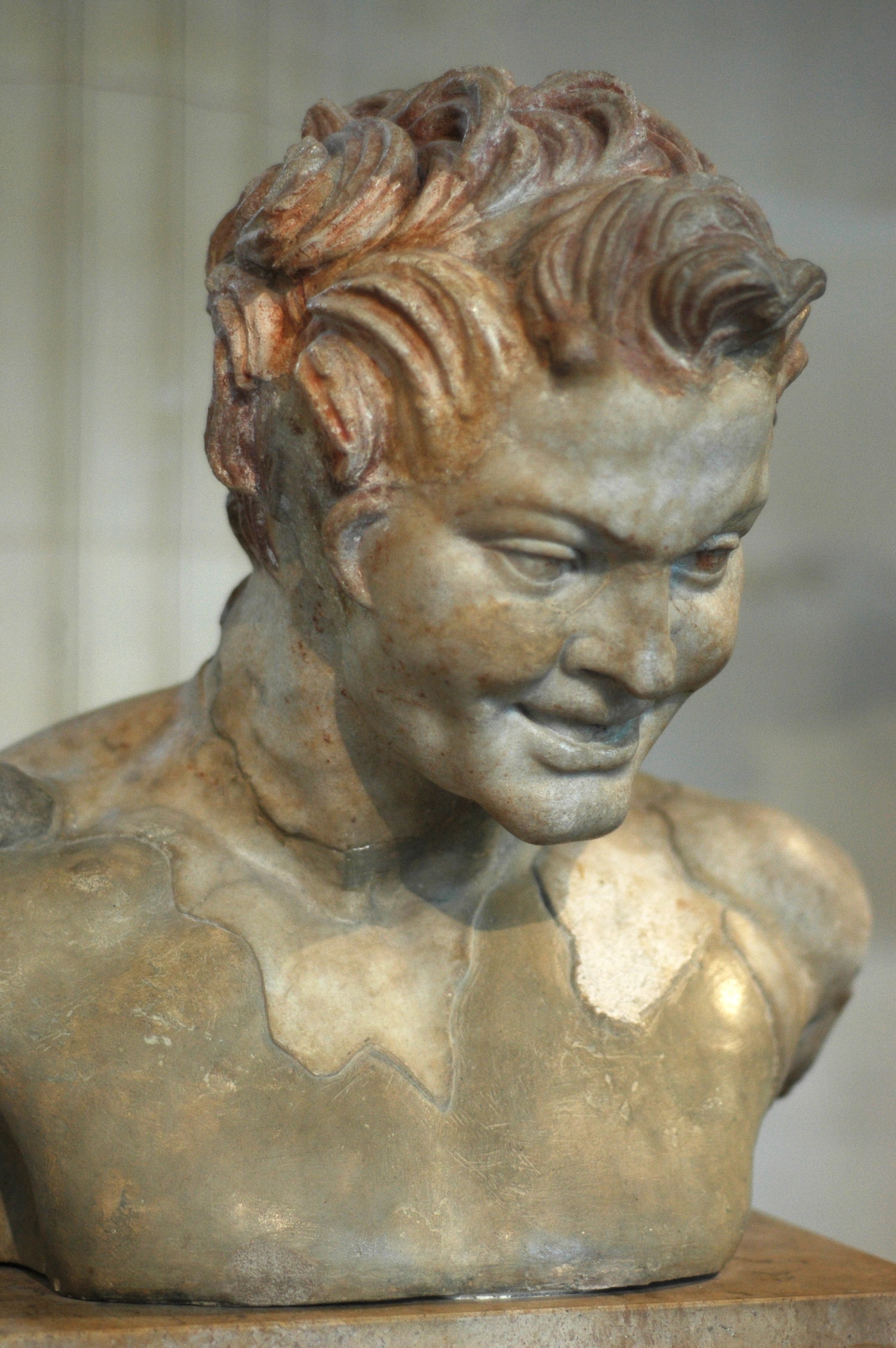
Um busto imperial romano de Fauno.

Castrum Novum é provavelmente Giulianova, na costa da Etrúria, mas Sérvio parece ter errado ao pensar que Castrum Inui, na costa do Lácio, era a mesma cidade.
Rutílio faz a mesma identificação de Sérvio, mas explica que havia uma escultura em pedra de Ínuo sobre o portão da cidade. Esta imagem, desgastada pelo tempo, apresentava chifres na "testa pastoral", mas o antigo nome não era mais legível. Rutílio é evasivo sobre sua identidade, "seja Pã trocando as florestas do Tirrenos por Mênalo, ou se um Fauno residente entra (init) em seus retiros paternos", mas proclama que "enquanto ele revitalizar a semente dos mortais com fertilidade generosa, o deus é imaginado como mais do que normalmente predisposto ao sexo."

## Outras associações
O apologista cristão Arnóbio, em seu extenso desmascaramento das divindades romanas tradicionais, conecta Ínuo e Pales como guardiões de rebanhos e manadas. O deus da floresta Silvano ao longo do tempo foi identificado com Fauno, e o autor desconhecido do Origo gentis Romanae observa que muitas fontes disseram que Fauno era o mesmo que Silvano, o deus Ínuo, e até mesmo Pã. Isidoro de Sevilha identifica os Inui, plural, com Pã, íncubos, e os Dusios gauleses.
Diomedes Grammaticus faz uma associação etimológica surpreendente: diz que o filho da deusa da guerra Belona, o grego Ênio (Ἐνυώ), dado no genitivo como Ἐνυοῦς (Enuo), é imaginado pelos poetas como Ínuo pé de bode, "porque como na maneira de uma cabra, ele supera os topos das montanhas e as passagens difíceis das colinas."

## Espelho Casuccini
Um espelho de bronze etrusco de Chiusi (ca. 300 a.C.), o chamado espelho Casuccini, pode representar Ínuo. A cena no verso é de um tipo conhecido por pelo menos quatro outros espelhos, bem como gemas etruscas gravadas e vasos áticos com figuras vermelhas. Retrata a cabeça oracular de Orfeu (Etrusco Urphe) profetizando para um grupo de figuras. Os nomes estão inscritos na borda do espelho, mas como as figuras não são rotuladas individualmente, a correlação não é inequívoca; além disso, as letras são de legibilidade contestada em alguns nomes. Contudo, há um acordo geral, dada a evidência comparativa, de que as cinco figuras centrais são Umaele, que parece atuar como médium; Euturpa (a Musa Euterpe), Inue (Ínuo), Eraz, e Aliunea ou Alpunea (Palamedes em outros cenários). Os amantes no frontão superior são Atunis (Adonis) e o desconhecido E…ial onde seria esperada Turan (Vênus). A figura com asas estendidas na espiga é um Lasa, uma forma etrusca de Lar que foi um facilitador do amor como o Erotes ou o Cupido.
O Ínuo barbudo aparece no centro. Os danos obscurecem a barriga e as pernas, mas o braço esquerdo e o peito estão nus e musculosos. Em um espelho muito semelhante, um jovem armado com uma lança substitui Ínuo na composição. Nenhum mito que forneceria um contexto narrativo para a cena foi determinado.

## Conexão darwiniana
Charles Darwin usou a nomenclatura Inuus ecaudatus ao escrever sobre o macaco-de-gibraltar, agora classificado como Macaca sylvanus. Charles Kingsley escreveu a Darwin em janeiro de 1862 especulando que certos seres mitológicos podem representar memórias culturais de criaturas "intermediárias entre o homem e o macaco" que foram extintas como resultado da seleção natural:

Quero agora aborrecê-lo com outro assunto. Este grande abismo entre o quadrumana e o homem; e a ausência de qualquer registro de espécies intermediárias entre o homem e o macaco. Percebi com muita força que, embora neguemos a existência de tal coisa, as lendas da maioria das nações estão repletas delas. Faunos, Sátiros, Ínui, Elfos, Anões — nós os chamamos de personagens mitológicos em um minuto, em seguida raças inferiores conquistadas — e ignoramos o fato geral de que eles são sempre representados como mais bestiais que o homem, e de paixão sexual violenta. ... O Ínuo dos antigos latinos é obscuro: mas seu nome vem de inire — violência sexual.